# Хайдушки кладенец (Копривщица)
 Тази статия е за местността в Копривщица.  За защитената местност във Велинград вижте Хайдушки кладенец.  
Хайдушки кладенец е местност, туристическа атракция в землището на град Копривщица. Зоната е защитена местност.
Членове на мотоклуб „Хвърковатата чета“ – град Копривщица с дарителски средства от Община Копривщица ремонтира туристическите заслони и чешмите по пътя до тях. Обслужени са съоръженията на връх Богдан и в местността Плачков кладенец. Копривщенската офроуд група полага грижи за заслоните изградени на вр. Поп, Чумина, при паметника на 16-те, заслона в близост до чешмата, построена от Евгени Самодивеков на Крива река по пътя за вр. Богдан и Бобева чешма. Други обекти на тези грижи са заслонът на Каравелова поляна и най-таченият от тях – този край Хайдушкия кладенец.
В заслона, уреден в местността, е учредена по идея на местни жители първата горска библиотека. Тя съдържа книги, изхвърлени или дарени от притежателите си.